# Liste der Sudetendeutschen Meister im Rodeln
Die Liste der Sudetendeutschen Meister im Rodeln verzeichnet alle bekannten Titelträger der Meisterschaften der Sudetenregion. Nach der erstmals im Winter 1904/05 ausgetragenen Österreichischen Meisterschaft war es die älteste überregionale Rodelmeisterschaft der Welt, Deutschland folgte im Januar 1913 mit der schon für 1912 geplanten und auch so gezählten ersten Meisterschaft.
Die Sudeten waren Ende des 19. Jahrhunderts bis in die 1940er Jahre eine der Hochburgen des weltweiten Rodelsports. Die ersten beiden Jahre wurden sie als Meisterschaft der österreichischen Sudetenländer ausgefahren, nach der Wiedergründung des sudetendeutschen Wintersportverbandes „Hauptverband der deutschen Wintersportvereine der Tschechoslowakei“ von 1923 bis 1936 als Rodelmeisterschaft des HDW, schließlich 1937 als Sudetendeutsche Rodelmeisterschaft. Als Meisterschaft der österreichischen Sudetenländer stand sie als Landesmeisterschaft neben der Meisterschaft der österreichischen Alpenländer.
1910 und 1912 firmierte die Meisterschaft bei der ersten Austragung auf der Kunstbahn Jeschken auf dem Jeschken bei Reichenberg noch nicht als Meisterschaft der österreichischen Sudetenländer, 1911 waren es die österreichischen Meisterschaften und 1914 die ersten Europameisterschaften, wobei das Frauenrennen und ein Mixed-Doppelsitzerrennen als Meisterschaft der österreichischen Sudetenländer ausgefahren wurde.
Zeitweise wurden zwei Meisterschaften im Jahr ausgetragen, eine auf der Kunstbahn am Jeschken und eine zweite an wechselnden Orten auf einer Naturbahn, meist auf Bergstraßen, errichtet.

## Leistungsklasse
| Jahr | Bahn                      | Frauen                           | Männer                                          | Doppel                                                                                                  |             |
| ---- | ------------------------- | -------------------------------- | ----------------------------------------------- | --- | ----------- |
| 1913 | Kunstbahn Jeschken        | Anna Skoda (Reichenberg)         | Ernst Hoffmann (Reichenberg)                    | Karl Groß (Reichenberg) Oskar Besenmüller (Reichenberg)                                                 |             |
| 1914 | Kunstbahn Jeschken        | Anna Skoda (Reichenberg)         | –                                               | Wera Czernin (Reichenberg) O. Weißenstein (Reichenberg)                                                 |             |
| 1923 | Kunstbahn Jeschken        | Helene Blaszellner (AUT/Mödling) | Rudolf Braunsburger (DGV Reichenberg)           | Ferdinand Langer (AUT/Mödling) Theodor Potyka (AUT/Mödling)                                             |             |
| 1924 | Kunstbahn Jeschken        | Hilde Soukup (Gablonz)           | Richard Simm (DGV Dessendorf)                   | Alfred Posselt (DSV Neudorf a. N.) Fritz Posselt (DSV Neudorf a. N.)                                    |             |
| 1924 | Naturbahn Schwarzbrunn    | Hilde Soukup (Gablonz)           | Richard Simm (DGV Dessendorf)                   | Berthold Posselt (SK O. Kamitztal-Josepfstal) Ernst Heyda (SK O. Kamitztal-Josepfstal)                  |             |
| 1925 | Naturbahn Altschmecks     | –                                | Fritz Posselt (DSV Neudorf a. N.)               | Alfred Posselt (DSV Neudorf a. N.) Fritz Posselt (DSV Neudorf a. N.)                                    |             |
| 1926 | Naturbahn St. Joachimstal | Anna Prenning (St. Joachimstal)  | Berthold Posselt (SK O.Kamitztal-Josefstal)     | Berthold Posselt (SK O. Kamitztal-Josepfstal) Ernst Heyda (SK O. Kamitztal-Josepfstal)                  |             |
| 1927 | Kunstbahn Jeschken        | Hilde Soukup (Gablonz)           | Richard Simm (DGV Reichenberg)                  | Alfred Posselt (DSV Neudorf a. N.) Fritz Posselt (DSV Neudorf a. N.)                                    |             |
| 1927 | Naturbahn Josefstal       | Adele Raimann (Albrechtsdorf)    | Alfred Posselt (DSV Neudorf a. N.)              | Josef Soukup (Gablonz) August Soukup (Gablonz)                                                          |             |
| 1928 | Kunstbahn Jeschken        | Hilde Soukup (Gablonz)           | Fritz Preissler (Rodlergilde „Jeschken“)        | Josef Heller (Reichenberg) Adi Schwarzbach (Reichenberg)                                                |             |
| 1928 | Naturbahn Schwarzbrunn    | Adele Raimann (Albrechtsdorf)    | Willy Wildner (DSV Neudorf a. N.)               | Alfred Posselt (DSV Neudorf a. N.) Fritz Posselt (DSV Neudorf a. N.)                                    |             |
| 1929 | Kunstbahn Jeschken        | Hedwig Poitsche (Zittau)         | Rudolf Kauschka (DAV Reichenberg)               | Rudolf Hermann (Rodelgilde „Jeschken“ des DGV) Heinrich Horn (Rodelgilde „Jeschken“ des DGV)            |             |
| 1929 | Naturbahn Tannwald        | Adele Raimann (Albrechtsdorf)    | Fritz Posselt (DSV Neudorf a. N.)               | Egon Mitlehner (Tannwald) Ernst Dreßler (Albrechtsdorf)                                                 |             |
| 1930 | Kunstbahn Jeschken        | Gertrud Schinke (Reichenberg)    | Fritz Posselt (DSV Neudorf a. N.)               | Adolf Porsche (Rodelgilde „Jeschken“ des DGV) Anton Habel (Rodelgilde „Jeschken“ des DGV)               |             |
| 1930 | Naturbahn Gablonz         | Gertrud Schinke (Reichenberg)    | Fritz Posselt (DSV Neudorf a. N.)               | Hans Tauber (Reichenberg) Josef Schröter (Reichenberg)                                                  |             |
| 1931 | Kunstbahn Jeschken        | Gertrud Schinke (Reichenberg)    | Anton Habel (Rodelgilde „Jeschken“ des DGV)     | Hugo Schöler (Reichenberg) Géza Bányász (Altschmecks)                                                   |             |
| 1931 | Naturbahn Spindelmühle    | Marie Schreiber (Spindelmühle)   | Anton Habel (Rodelgilde „Jeschken“ des DGV)     | Erich Dreßler (Tannwald) Willi Dreßler (Tannwald)                                                       |             |
| 1932 | Naturbahn Graslitz        | –                                | Alfred Soukup (DGV Morchenstern)                | Rudolf Fischer (Reichenberg) Erwin Wendler (Reichenberg)                                                |             |
| 1933 | Naturbahn Johannisbad     | Gertrud Schinke (Reichenberg)    | Fritz Preissler (Rodelgilde „Jeschken“ des DGV) | Heinrich Horn (Rodelgilde „Jeschken“ des DGV) Fritz Preissler (Rodelgilde „Jeschken“ des DGV)           |             |
| 1934 | Kunstbahn Jeschken        | Hanni Fink (Morchenstern)        | –                                               | – |             |
| 1934 | Naturbahn Morchenstern    | –                                | Rudolf Maschke (Rodelgilde „Jeschken“ des DGV)  | Rudolf Maschke (Rodelgilde „Jeschken“ Reichenberg) Erhard Grundmann (Rodelgilde „Jeschken“ Reichenberg) |             |
| 1935 | ausgefallen               | ausgefallen                      | ausgefallen                                     | ausgefallen                                                                                             | ausgefallen |
| 1936 | Naturbahn Gablonz         | Adele Raimann (Albrechtsdorf)    | Rudolf Maschke (Rodelgilde „Jeschken“ des DGV)  | Rudolf Maschke (Rodelgilde „Jeschken“ Reichenberg) Gustav Jeschek (Rodelgilde „Jeschken“ Reichenberg)   |             |
| 1937 | Kunstbahn Jeschken        | Gertrud Schinke (Reichenberg)    | Fritz Preissler (TV Friesen Hannichen)          | Rudolf Hermann (Rodelgilde „Jeschken“ Reichenberg) Albert Krauß (Rodelgilde „Jeschken“ Reichenberg)     |             |